# 基督教会座堂 (圣路易斯)
基督教会座堂（Christ Church Cathedral）是圣公会密苏里教区的主教座堂，位于美国密苏里州圣路易斯市中心的洋槐街1210号（13街与洋槐街东南转角）。

## 历史
该堂建于1859年到1867年，由19世纪中叶美国著名建筑师建筑师Leopold Eidlitz设计，采用哥特复兴风格。1994年10月12日因其建筑价值列为国家历史地标。